# Leendert Hasenbosch

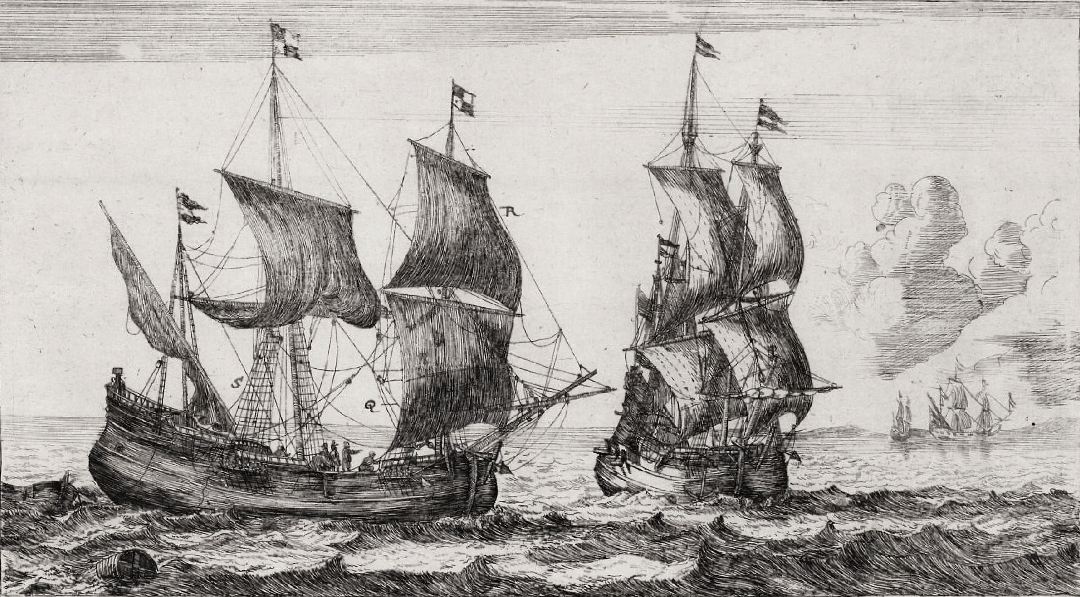
Havenzicht met twee fluitschepen, kopergravure door Reinier Nooms, tweede helft 17de eeuw

Leendert Hasenbosch (ca. 1695 – waarschijnlijk eind 1725) was een soldaat en boekhouder in dienst bij de Vereenigde Oostindische Compagnie (VOC). Hij werd tijdens een zeereis van boord gezet op het onbewoonde eiland Ascension in de zuidelijke Atlantische Oceaan, als straf voor sodomie. Hij hield daar tot hij ongeveer zes maanden later stierf een dagboek bij.

## Vroege leven
Leendert Hasenbosch werd waarschijnlijk in 1695 geboren te Den Haag. Rond het jaar 1709 verhuisde zijn vader, een weduwnaar, samen met diens drie dochters naar Batavia in Nederlands-Indië (tegenwoordig Indonesië), terwijl Leendert achterbleef in Holland. Op 17 januari 1714 werd Hasenbosch soldaat in dienst van de VOC en monsterde vervolgens te Enkhuizen aan op het schip de “Korssloot” dat afvoer naar Batavia, waar hij nog een jaar in dienst bleef. Van 1715 tot 1720 diende hij in Cochin, een havenstad in Zuidwest-India, destijds een handelspost van de Republiek der Zeven Verenigde Nederlanden. In 1720 keerde hij terug naar Batavia en werd gepromoveerd tot korporaal. Later werd hij militair schrijver, verantwoordelijk voor eenvoudige boekhoudkundige zaken.

## Leven als banneling

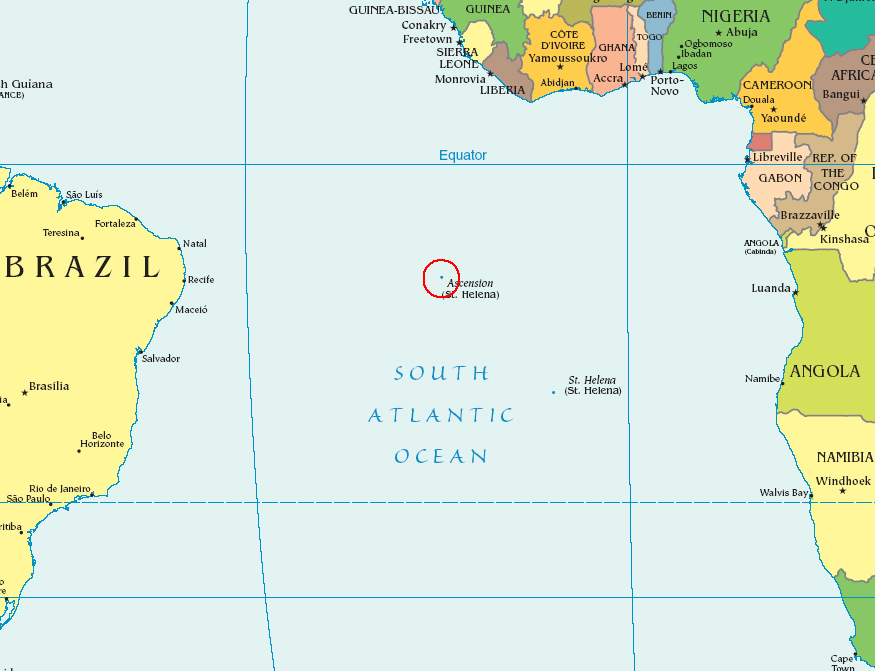
Locatie van Ascension in de Atlantische Oceaan

In het jaar 1724 monsterde hij aan op een VOC-schip richting Europa als boekhouder. Na de bevoorradingsstop in Kaapstad werd Hasenbosch op 17 april 1725 veroordeeld voor sodomie. Op 5 mei 1725 werd hij voor straf van boord gezet op het (in die tijd) onbewoonde eiland Ascension, midden in de Atlantische Oceaan.
Gedurende zijn tijd als banneling hield Hasenbosch een dagboek bij. Hij begon met een tent, water voor een maand, wat zaden, instrumenten, religieuze werken, kleding en spullen om te kunnen schrijven.
Hij zocht op het barre eiland naar water. Omdat hij dit niet kon vinden begon hij met het drinken van bloed van groene schildpadden en zeevogels, en ook zijn eigen urine. Hij is waarschijnlijk door uitdroging na ongeveer zes maanden gestorven. Ascension bezit wel degelijk twee bronnen van drinkbaar water: een krachtige waterbron in het hoge binnenland (in wat tegenwoordig bekendstaat als Breakneck Valley), en een veel kleinere waterbron genaamd Dampier's Drip. Een van deze twee waterbronnen hield vanaf februari 1701 gedurende twee maanden ongeveer zestig mannen van het vergane Engelse schip HMS Roebuck in leven op Ascension. Maar Hasenbosch heeft deze blijkbaar niet kunnen vinden.

## Nalatenschap
In januari 1726 ontdekten Engelse zeemannen de tent en spullen van de banneling, inclusief het Nederlandstalige dagboek. Zij trokken de conclusie dat de man wegens sodomie voor straf aan land was gezet. Ze troffen geen skelet aan maar waren ervan overtuigd dat de man moest zijn overleden door uitdroging. Het dagboek werd naar Engeland meegenomen.

### Vroege publicaties

Ascension op een recente kaart

In 1726 werd het dagboek voor het eerst gepubliceerd in Engeland onder de titel Sodomy Punish'd. In 1728 volgde een andere versie, getiteld An Authentick Relation. De versie van 1726 noemde de naam van de banneling, foutief geschreven als "Leondert Hussenlosch", maar de versie van 1728 vermeldde dat de naam van de man onbekend was. De kwaliteit van de beide vertalingen kan niet meer worden beoordeeld omdat het originele dagboek is zoekgeraakt. Los van vermeldingen over wanhopige zoektochten naar water en brandhout, vermeldden een aantal aantekeningen de sodomie. Sommige vermeldingen zouden kunnen worden geïnterpreteerd als bespiegelingen van een schuldig geweten, inclusief enkele over verschijningen van demonen en vroegere vrienden en kennissen gaan.
In 1730 werd een nieuwe versie gepubliceerd onder de titel The Just Vengeance of Heaven Exemplify'd. Deze versie bevat vele extra anti-sodomie passages alsmede vele extra demonen die de banneling lastigvallen. Daarbij vermeldde de uitgever ook dat het skelet van de banneling zou zijn aangetroffen bij het dagboek – hetgeen niet correct is.

### Recente publicaties
In 1976 publiceerde de Amerikaanse auteur Peter Agnos het boek The Queer Dutchman, een verlengde en uitgebouwde versie van die van 1730. Agnos verzon er 18de-eeuwse persoonlijkheden bij: de banneling, zijn partner in de sodomie, zijn kapitein, et cetera, en zelfs 18de-eeuwse Nederlandse documenten. Veel auteurs die verhalen hebben geschreven over het onderwerp sodomie, Ascension of bannelingen lazen ofwel de versie van 1730 of de versie van 1976 en verwerkten vervolgens delen daarvan in hun eigen publicaties zonder zich te realiseren dat ze uit een nep-verhaal citeerden.
In 2002 werd het Nederlandse boek Een Hollandse Robinson Crusoë gepubliceerd, geschreven door de historicus Michiel Koolbergen (1953–2002) nadat hij vele jaren onderzoek had verricht in Nederlandse en Engelse archieven; Koolbergen stierf helaas voor de publicatie. Door zijn onderzoekswerk had Koolbergen de banneling kunnen identificeren als "Leendert Hasenbosch". Hij was bekend met alle Engelse versies behalve die van 1726. Het boek van Koolbergen bevatte ook de relevante passages in de logboeken van de twee Engelse schepen van de zeemannen die in januari 1726 het dagboek hadden gevonden.
In 2006 werd het complete verhaal – met steun van de familie van Koolbergen en zijn uitgever – gepubliceerd door Alex Ritsema in het boek A Dutch Castaway on Ascension Island in 1725. Een tweede herziene druk is uitgegeven in 2010.